# النقباء الاثنا عشر
النقباء الاثنا عشر هم اثنا عشر صحابي من الأنصار، جعلهم النبي نقباء على قومهم في بيعة العقبة الثانية فقال لهم: «أخرجوا إليَّ منكم اثني عشر نقيبًا يكونون على قومهم بما فيهم»، فأخرجوا منهم اثني عشر نقيبًا، تسعة من الخزرج وثلاثة من الأوس، وقال للنقباء: «أنتم على قومكم بما فيهم كفلاء ككفالة الحواريين لعيسى بن مريم، وأنا كفيل على قومي».

## معنى النقباء
«النَّقِيبُ: عَريفُ القوم، والجمعُ نُقَباءُ. والنَّقيب: العَريفُ، وهو شاهدُ القوم وضَمِينُهم؛ ونَقَبَ عليهم يَنْقُبُ نِقابةً: عَرَف. وفي التنزيل العزيز: وبَعَثْنا منهم اثْنَيْ عَشر نَقِيباً. قال أَبو إِسحق: النَّقِيبُ في اللغةِ كالأَمِينِ والكَفِيلِ»

والمدلول الصحيح لتسمية النقباء ودورهم يتضح من المفهوم القرآني لكلمة النقباء عند ذكره تعالى لنقباء نبي الله موسى الإثني عشر في بني إسرائيل وهم القوم الذين أرسل إليهم موسى، وكذلك يتضح مفهوم النقباء من تشبيه الرسول لنقبائه الاثنا عشر بحواريي المسيح عيسي بن مريم، وقول النبي:
| النقباء الاثنا عشر | مَا كَانَ مِنْ نَبِيٍّ إِلا كَانَ لَهُ حَوَارِيُّونَ يَهْدُونَ بِهَدْيِهِ، وَيَسْتَنُّونَ سُنَّتَهُ، ثُمَّ يَكُونُ مِنْ بَعْدِهِمْ خُلُوفٌ يَقُولُونَ مَا لا يَفْعَلُونَ، وَيَعْمَلُونَ مَا تُنْكِرُونَ، مَنْ جَاهَدَهُمْ بِيَدِهِ فَهُوَ مُؤْمِنٌ، وَمَنْ جَاهَدَهُمْ بِلِسَانِهِ فَهُوَ مُؤْمِنٌ، وَمَنْ جَاهَدَهُمْ بِقَلْبِهِ فَهُوَ مُؤْمِنٌ، لَيْسَ وَرَاءَ ذَلِكَ مِنَ الإِيمَانِ مِثْقَالُ حَبَّةٍ مِنْ خَرْدَلٍ. | النقباء الاثنا عشر |

 فقد كان هؤلاء ضمناء من آمن من قومهم إلى جانب دورهم في تبليغ الرسالة ونقل ما أخذوه عن الرسول إلى غيرهم. وهؤلاء النقباء الاثنا عشر لخاتم الأنبياء كلهم من الأنصار: تسعة من الخزرج وثلاثة من الأوس.

## أسماء النقباء الإثني عشر
يذكرهم البلاذري كما يلي:

### من الأوس
1. أُسيد بْن حُضير.
2. أَبُو الهيثم مالك بْن التيّهان، بينما قدّم ابن خلدون رفاعة بن عبد المنذر مكانه.[6]
3. سعد بْن خيثمة.

### من الخزرج
1. أَبُو أمامة أسعد بْن زرارة.
2. رافع بْن مالك الزرقي.
3. سعد بْن عبادة.
4. المنذر بْن عَمْرو، قدّم ابن خلدون مالك بن مالك مكانه.[6]
5. البراء بْن معرور.
6. سعد بْن الربيع.
7. عَبْد اللَّه بْن رَواحة .
8. عبادة بْن الصامت، ومنهم من يجعل مكانه خارجة بْن زَيْد.
9. عَبْد اللَّه بْن عَمْرو أَبُو «جَابِر بْن عَبْد اللَّه».